# Toeloespoorkoekoek
De toeloespoorkoekoek (Centropus toulou) is een vogel uit de familie Cuculidae (koekoeken).

## Verspreiding en leefgebied
Deze soort komt voor op Madagaskar en enkele omliggende eilanden en telt drie ondersoorten:
- C. t. toulou: Madagaskar.
- C. t. insularis: Aldabra.
- C. t. assumptionis: Assumption (Seychellen).